# Ciśnienie pary nasyconej
Ciśnienie (prężność) pary nasyconej – ciśnienie, przy którym w określonej temperaturze gaz jest w stanie równowagi z cieczą. Występuje wówczas równowaga między parowaniem i skraplaniem.

Ciśnienie pary nasyconej wody w funkcji temperatury cieczy

Ciśnienie pary nasyconej zależy od rodzaju cieczy (substancji), a dla danej cieczy zależy od jej temperatury, wzrastając wraz z temperaturą i osiągając największą wartość (ciśnienie krytyczne) w temperaturze krytycznej. W wyższej temperaturze ciecz już nie istnieje (stąd nazwa).
Gdy w danej temperaturze w układzie otwartym w warunkach równowagi ciśnienie pary nasyconej jest równe ciśnieniu panującemu w otoczeniu, to substancja wrze.
W temperaturze poniżej temperatury punktu potrójnego ciecz nie może istnieć w równowadze z gazem, ale gaz może być w równowadze z ciałem stałym w procesach sublimacji i resublimacji.
Ciśnienie pary nasyconej jest jedną z wielkości fizycznych charakteryzujących substancje, szczególnie ciecze. Jeżeli nie podano temperatury, przy której określono to ciśnienie, przyjmuje się temperaturę normalną.
W mieszaninie gazów danego składnika może być najwyżej tyle, aby jego ciśnienie parcjalne odpowiadało ciśnieniu pary nasyconej w danej temperaturze.